# 拉希耶尔瓦
拉希耶尔瓦，是西班牙卡斯蒂利亚-拉曼恰昆卡省的一个市镇。总面积72平方公里，总人口55人（2001年），人口密度1人/平方公里。